# Pantano d'Arci
Il Pantano d'Arci è un quartiere di Catania. Fa parte dal 2013 della VI Circoscrizione, risultata dall'accorpamento delle ex IX e X Municipalità, comprendente tutti gli agglomerati urbani del sud della città, e quindi i quartieri: Zia Lisa, Fontanarossa (dove è sito l'omonimo aeroporto), Librino, San Giorgio, Pigno, Villaggio Sant'Agata, Villaggio Santa Maria Goretti, Villaggio Paradiso degli Aranci, Plaia, Primosole (dove sfocia il fiume Simeto) e Passo Martino, con cui Pantano d'Arci condivide la Zona industriale di Catania.

## Origini del nome
Il quartiere deve il nome al torrente Arci, che storicamente creava proprio qui un pantano.

## Geografia
La zona è attraversata dal torrente Buttaceto, che sfocia nella località Primosole, dove sfocia anche il fiume Simeto; confina a nord-ovest con la contrada Bicocca, a nord con il quartiere Fontanarossa, dove è sito l'omonimo aeroporto, ad est con il quartiere San Giuseppe La Rena e a sud e sud-ovest con la contrada Passo Martino.

## Storia
In passato era una zona acquitrinosa sita a sud di Catania fra la foce del Simeto ed il cimitero di Catania; si estendeva su una superficie di circa 140 ettari ed era infestata da zanzare portatrici della malaria, per questo fino a tempi recenti le condizioni di inurbazione erano impossibili e difficile era anche il transito attraverso l'area paludosa. 
Furono principalmente questi i motivi che spinsero i progettisti della ferrovia per Siracusa a prevederne il tracciato distante dalla costa con un notevole allungamento di percorso. Il prosciugamento e la bonifica dell'area furono tentate a più riprese sin dal tempo dei Borboni, ma fu durante il fascismo che si avviarono i primi programmi sistematici culminati, nel secondo dopoguerra, con il completamento a cura del Comune di Catania che, bonificate queste aree, le adibì a zona di insediamento industriale. 
Vennero realizzate strade, infrastrutture e raccordi ferroviari per favorire i primi insediamenti industriali; nel corso degli anni sessanta del XX secolo, poi, la zona si popolò di industrie e depositi commerciali che si sono via via incrementati.